# Shawn Brady
Shawn Brady is een personage uit de soapserie Days of Our Lives. De rol werd al door verschillende acteurs gespeeld, maar Frank Parker speelde de rol het langst.

## Personagebeschrijving
Shawn en zijn vrouw Caroline Brady hebben vier kinderen: Roman, Kimberly, Kayla en Bo. Ze hebben ook nog Max en Frankie Brady geadopteerd. In 1983 kwamen ze in Salem wonen, Roman en Kayla woonden daar toen al.
Na enkele jaren kwam uit dat Bo niet de echte zoon was van Shawn, maar die van Victor Kiriakis die een affaire gehad had met Caroline.
Samen met Caroline runde hij de Brady Fish Market en sinds 1992 de Brady Pub.
Shawn heeft nog een broer Eric, die zijn dochter Kimberly lastigviel toen ze jong was, en twee zussen. Molly is de moeder van Colin Murphy en in 2007 kwam aan het licht dat hij nog een oudere zus Colleen had, die de grote liefde was van Santo DiMera. Deze relatie bleek de basis te zijn van de vete tussen de familie Brady en DiMera. Colleen had jaren geleden haar dood geveinsd en had een tijd in Zuid-Amerika doorgebracht. Begin 2008 kwam dit aan het licht en Shawn verenigde zich met zijn zus enkele dagen voor ze stierf. Amper een maand later kwam Shawn zelf om het leven in een vliegtuig toen hij zijn zuurstofmasker af gaf om Bo te redden, die hij altijd als zijn zoon was blijven zien.